# Telšiai
Telšiai este un oraș situat în partea de nord a Lituaniei, pe malul lacului Mastis. Conform unor statistici oficiale în anul 2011 orașul avea 29.107 locuitori. Prima atestare documentară a localității a fost în anul 1450.